# باريس في القرن العشرين
باريس في القرن العشرين (بالفرنسية: Paris au XXe siècle)‏، (بالإنجليزية: Paris in the Twentieth Century)‏ رواية من تأليف الروائي جول فيرن صدرت عام 1994. وكانت قد كتبت قبل ذلك بحوالي 131 سنة أي في عام 1863.

## روابط خارجية
- باريس في القرن العشرين على موقع الموسوعة البريطانية (الإنجليزية)